# Eter (mitologia)
Eter (także Ajter; stgr. Aἰθήρ Aithḗr, łac. Aether, Ether) – w mitologii greckiej bóg jasnego światła, uosobienie wyższych rejonów niebieskich.
Był górnym powietrzem, w przeciwstawieniu do niższego, aer, które zamieszkiwali bogowie z Zeusem na czele.
Uchodził za syna Ereba (Ciemności) i Nyks (Nocy) oraz za brata Hemery (Dnia).